# Kistufell (berg i Island, Suðurland, lat 63,75, long -18,40)
Kistufell är ett berg i republiken Island. Det ligger i regionen Suðurland, 180 km öster om huvudstaden Reykjavík. Toppen på Kistufell är 414 meter över havet.
Trakten runt Kistufell är nära nog obefolkad, med mindre än två invånare per kvadratkilometer. Närmaste större samhälle är Kirkjubæjarklaustur, omkring 14 kilometer öster om Kistufell. Trakten runt Kistufell består i huvudsak av gräsmarker.